# Heißisostatisches Pressen
Heißisostatisches Pressen (HIP) ist eine Entwicklung in der Fertigungstechnik, bei der Pulver und Feststoffe, besonders Keramiken und Metalle, gleichzeitig heiß gepresst und gesintert werden.
Das Bauteil wird dabei in einen deformierbaren, dichten Behälter eingesetzt. Dieser Behälter kommt in einen beheizbaren Druck-Kessel und das Bauteil wird bei Temperaturen bis zu 2000 °C und Drücken von 100 bis 200 MPa unter Schutzgas verdichtet. Der Gasdruck wirkt so von allen Seiten auf das Werkstück, so dass das Bauteil isotrope Eigenschaften erhält. Offene Poren können dabei nicht nachverdichtet werden, da das Gas in diese Poren eindringen wird. Das Nachverdichten kann nur bei geschlossener Porosität erfolgen.
Bauteile, die so hergestellt werden, sind extrem dicht und haben isotrope Eigenschaften.
Ein großer Nachteil dieser Technik sind die sehr hohen Fertigungskosten, besonders bei geringer Maßtoleranz.
Hauptanwendungsgebiet ist das Nachverdichten von gesinterten metallischen und keramischen Werkstücken für die Luft- und Raumfahrt, die Automobilindustrie oder medizinische Implantate.